# Antónino Filipe Tchiyulo Jeremias
Antónino Filipe Tchiyulo Jeremias é um político angolano da UNITA e membro da Assembleia Nacional de Angola.